# LeVar Burton
Levardis Robert Martyn Burton, Jr. , más conocido como LeVar Burton (16 de febrero de 1957), es un actor, director, productor y autor estadounidense que se dio a conocer por retratar a Kunta Kinte en la miniserie de ABC Roots, basada en la novela de Alex Haley. También es conocido por su interpretación de Geordi La Forge en la serie de ciencia ficción Star Trek: The Next Generation y como anfitrión del programa de niños de PBS Reading Rainbow.

## Primeros años
Burton nació de padres estadounidenses en Army Landstuhl Regional Medical Center en Alemania Occidental. Su madre, Erma Jean (de soltera Christian), era una trabajadora social, administradora y educadora. Su padre, Levardis Robert Martyn Burton, era un fotógrafo para Army Signal Corps, y en el momento estaba estacionado en Landstuhl. Burton y sus dos hermanas fueron criados por su madre en Sacramento, California. Burton fue criado católico y, a los trece años de edad, entró a un seminario para convertirse en cura. Asistió a Christian Brothers High School y se graduó en 1974. Es graduado de la Universidad del Sur de California, en la escuela de Teatro.

## Inicios de su carrera
Burton interpretó un papel como visitante en Fantasy Island, fue participante en Battle of the Network Stars, un invitado en la fiesta en televisión de Muppet Show de la película The Muppet Movie, y un invitado frecuente en varios programas de juegos. En 1986, apareció en el vídeo musical para la canción "Word Up!" por el grupo funk/R&B Cameo.
Burton aceptó una invitación para ser anfitrión de Rebop, una serie multicultural diseñada para personas jóvenes de 9 a 15 años, producida por WGBH para PBS.
Burton comenzó a ser anfitrión y productor ejecutivo de Reading Rainbow desde 1983 para PBS.

## Roots
LeVar Burton saltó a la fama en 1977 cuando interpretó a Kunta Kinte (Toby) en la serie dramáticia Roots. La audición de Burton para el papel de Kinte fue el primero en su carrera profesional. Como resultado de su actuación, estuvo nominado para los Emmy por Mejor Actor en una Serie de Drama. En 1988 también apareció en la película para televisión Roots: The Gift, secuela de la serie, y representó en ella otra vez el papel de Kunta Kinte.
Cuando le preguntaron sobre los impactos sociales de Roots, Burton dijo, "Amplió la conciencia de la gente. Los negros y blancos comenzaron a verse el uno al otro como seres humanos, no como estereotipos. Y si lanzas un guijarro en un estanque, vas a obtener ondulaciones. Creo que la única constante es el cambio, y siempre es lento. Cualquier cosa que pase durante la noche carece de fundamento. Roots es parte de un cambio de tendencia, y todavía se está mostrando".

## Star Trek: The Next Generation
En 1986, Gene Roddenberry se acercó a él con el papel de Geordi La Forge en Star Trek: The Next Generation. La Forge era ciego, pero se le concedió la "vista" a través del uso de una prótesis llamado VISOR, que se vestía sobre los ojos. La Forge era el timonel de USS Enterprise y, a partir de la segunda temporada del programa, como su Jefe de Ingeniería. En ese momento, Burton tenía más notoriedad que Patrick Stewart en los Estados Unidos, debido a su fama de Roots. The Associated Pres dijo que el papel de Burton era esencialmente el "nuevo Spock".
Burton también retrató a La Forge en las películas basadas en Star Trek: The Next Generation, comenzando con Star Trek Generations en 1994 y Star Trek: némesis en 2000. Burton también dirigió y apareció en la temporada 5 de Star Trek: Voyager titulado "Timeless."

## Otras apariciones
En televisión, Burton ha ayudado a dramatizar los últimos días del culto suicida de Jim Jones en Guyana, la vida y momentos de Jesse Owens, y la vida de Booker T. Washington de nueve años de edad. Interpretó a Martin Luther King en la película de 2001 Ali. También interpretó a Ron LeFlore de Detroit Tigers en la película para televisión One in a Million, The Ron LeFlore Story.
En 1987, Burton interpretó a Dave Robinson, un periodista deportivo en la tercera temporada de Murder, She Wrote, en episodio 16 "Death Takes a Dive" protagonizando con Angela Lansbury como Jessica Fletcher.
También ha prestado su voz en varios proyectos animados incluyendo Captain Planet and the Planeteers (1990-1993) y The New Adventures of Captain Planet (1993-1996), Family Guy, Batman: The Animated Series00, y Gargoyles. Burton está en la versión de audio de The Watsons Go to Birmingham: 1963 por Christopher Paul Curtis. Burton ha sido elegido como actor de voz para Black Lightning en Superman/Batman: Public Enemies.
Burton apareció varias veces como estrella invitada en Pyramid de Dick Clark, desde 1982 hasta 1988. Burton también fue el eslabón más fuerte en el episodio de Star Trek de The Wakest Link. Derrotó a su último oponente, Robert Picardo y ganó $167,500 para la caridad, un récord para el programa en el momento y la mayor cantidad ganada en cualquier Edición de Celebridad del programa (fue superada después por un ganador de $189,500 en el episodio "Tournament of Losers.")
Ha hecho apariciones en series cómicas como Becker y Spin City.
Burton es el anfitrión y productor ejecutivo de un documental titulado The Science of Peace, que estuvo en producción desde 2007. Investiga la ciencia y tecnología destinada a permitir la paz mundial, a veces llamado ciencia de paz. La película explora más de los conceptos de conciencia compartida noética, habiendo sido patrocinado en parte por Institute of Noetic Sciences.
Apareció en un episodio de Smosh pretendiendo tomar el canal y hacer varias ediciones en vídeos populares de Smosh.
Hace apariciones ocasionales en This Week in Tech, donde se proclama "nerd", y también participó en Consumer Electronics Show 2010.
En 2010, hizo una aparición en Tim and Eric Awesome Show, Great Job! como sí mismo en el episodio "Green Machine".
En 2011, Burton hizo dos apariciones en The Big Bang Theory como sí mismo, en los episodios "The Toast Derivation" y "The Habitation Configuration", y también aparece en Community junto a Joel McHale, Chevy Chase, y Donald Glover en el episodio "Intermedio en el documental".
En 2014, volvió a aparecer, como él mismo, en el episodio "The Champagne Reflection" de The Big Bang Theory

## Vida personal
Burton tiene una hija, nacida en 1994, con su esposa, la artista de maquillaje Stephanie Cozart Burton. Burton, su esposa y su hija actualmente viven en Sherman Oaks, California. También tiene un hijo llamado Eian y nacido en 1980. Un test de ADN vinculó a Burton con el grupo étnico hausa, de Nigeria.

## Director
A lo largo de la década de 1990 y principios de 2000, Burton dirigió episodios para las series de Star Trek. Ha dirigido más episodios de Star Trek que cualquier otro miembro regular del elenco.
Burton está en la junta directiva del Sindicato de directores de Estados Unidos.
Burton ha dirigido episodios de Charmed, JAG, Las Vegas y Soul Food: The Series, como también en la miniserie Miracle's Boys, y el documental The Tiger Woods Story.
Su primer dirección de cine fue Blizzard de 2003 que recibió el premio "Best of Fest" de Chicago International Children's Film Festival, y una nominación al Premio Genie por su trabajo en el tema de la película, "Center of My Heart."
También ha dirigido Smart House con Katey Sagal, Kevin Kilner y Jessica Steen.
Su proyecto más reciente fue Reach for Me, en que interpretó un papel, y fue lanzada en marzo de 2008. La película fue producida por el productor Mark Wolfe, con quien Burton se unió en 2010, formando Burton/Wolfe Entertainment. BWE produce películas, televisión, contenido web y más.
Burton dijo, "Estamos tratando de contar historias en todos lados donde habrá una pantalla, BWE estará allí. Ese es nuestro plan."

## Filmografía

### Cine
| Año  | Película                                | Papel                                  | Nota                                                             |
| ---- | --------------------------------------- | -------------------------------------- | ---------------------------------------------------------------- |
| 1976 | Almos' a Man                            | Dave                                   | Título alternativo: Richard Wright's Almos' a Man                |
| 1977 | Roots                                   | Kunta Kinte                            | 4 episodios                                                      |
| 1977 | Looking For Mr. Goodbar                 | Cap Jackson                            |                                                                  |
| 1977 | Billy: Portrait of a Street Kid         | Billy Peoples                          | Ghetto Child                                                     |
| 1978 | One in a Million: The Ron LeFlore Story | Ron Leflore                            | The Man of Passion                                               |
| 1978 | Battered                                | Andrew Sinclair                        |                                                                  |
| 1979 | Dummy                                   | Donald Lang                            |                                                                  |
| 1980 | Guyana Tragedy: The Story of Jim Jones  | Richard Jefferson                      |                                                                  |
| 1980 | The Hunter                              | Tommy Price                            |                                                                  |
| 1981 | The Acorn People                        | Rodney                                 |                                                                  |
| 1981 | Grambling's White Tiger                 | Charles 'Tank' Smith                   |                                                                  |
| 1983 | Emergency Room                          | Ray Walden                             |                                                                  |
| 1984 | The Jesse Owens Story                   | Professor Preston                      |                                                                  |
| 1984 | Booker                                  | Davis                                  |                                                                  |
| 1985 | And the Children Shall Lead             | Glenn Scott                            | Título alternativo: PBS Wonderworks: And The Children Shall Lead |
| 1985 | The Midnight Hour                       | Vinnie Davis                           | Título alternativo: In The Midnight Hour                         |
| 1986 | The Supernaturals                       | Pvt. Michael Osgood                    |                                                                  |
| 1986 | Liberty                                 | Robert Johnson                         |                                                                  |
| 1987 | A Special Friendship                    | Ben Summer                             |                                                                  |
| 1988 | Roots: The Gift                         | Kunta Kinte                            | Título alternativo: A Roots Christmas: Kunta Kinte's Gift        |
| 1993 | Firestorm: 72 Hours In Oakland          | Jefe J. Alan Mathers                   | Título alternativo: Firestorm: A Catastrophe In Oakland          |
| 1994 | Parallel Lives                          | Dr. Franklin Carter                    |                                                                  |
| 1994 | Start Trek: Generation                  | Lt. Comdr. Geordi La Forge             | Título alternativo: Star Trek 7: Generations                     |
| 1996 | Yesterday's Target                      |                                        |                                                                  |
| 1996 | Star Trek: First Contact                | Lt. Comdr. Geordi La Forge             | Título alternativo: Star Trek 8: First Contact                   |
| 1998 | Star Trek: Insurrection                 | Lt. Comdr. Geordi La Forge             | Título alternativo: Star Trek 9: Insurrection                    |
| 1999 | Our Friend, Martin                      | Martin, Edad 26 (voz)                  |                                                                  |
| 2000 | Dancing in September                    | Él mismo                               |                                                                  |
| 2001 | Ali                                     | Dr. Martin Luther King, Jr.            |                                                                  |
| 2002 | Star Trek: Nemesis                      | Lt. Comdr. Geordi La Forge             | Título alternativo: Star Trek 10: Nemesis                        |
| 2003 | Blizzard                                | Night Watchman Elf                     | Dirigida por Burton                                              |
| 2008 | Reach For Me                            | Nathaniel                              |                                                                  |
| 2009 | Taken In Broad Daylight                 | Mike Timbrook                          |                                                                  |
| 2009 | Superman/Batman Public Enemies          | Jefferson Pierce/Black Lightning (voz) |                                                                  |

### Televisión
| Año       | Trabajo                                         | Papel                               | Nota |
| --------- | ----------------------------------------------- | ----------------------------------- | --- |
| 1976-79   | Rebop                                           | Anfitrión                           | |
| 1977      | Roots                                           | Kunta Kinte                         | Miniserie |
| 1982      | Trapper John, M.D.                              | Luther Peacock                      | 1 episodio |
| 1983      | Fantasy Island                                  | Edward Ross, Jr.                    | 1 episodio |
| 1983–2006 | Reading Rainbow                                 | Host                                | 155 episodios |
| 1984      | The Love Boat                                   | Darnell                             | 1 episodio |
| 1987      | Murder, She Wrote                               | Reportero Dave Robinson             | 1 episodio |
| 1987      | Houston Knights                                 | Jason Evans                         | 1 episodio |
| 1987-94   | Star Trek: The Next Generation                  | Geordi La Forge                     | 178 episodios |
| 1990-96   | Captain Planet and the Planeteers               | Kwame (voz)                         | 113 episodios |
| 1993      | Batman the Animated Series                      | Hayden Sloane/Hatter Henchman (voz) | 1 episodio |
| 1995      | Christy                                         | Daniel Scott                        | 7 episodio |
| 1995      | Deadly Games                                    | Mr. Metcalf                         | 1 episodio |
| 1995      | Happily Ever After: Fairy Tales for Every Child | Voice                               | 1 episodio |
| 1996      | Gargoyles                                       | Anansi                              | 1 episodio |
| 1997      | Pinky and the Brain                             | Murray                              | 1 episodio |
| 1998      | Star Trek: Voyager                              | Captain Geordi LaForge              | 1 episodio |
| 1998      | Mister Rogers' Neighborhood                     | Él mismo                            | 1 episodio |
| 2000      | Becker                                          | Mr. Haller                          | 1 episodio |
| 2003      | Boomtown                                        | Marvin Lloyd                        | 1 episodio |
| 2005      | Family Guy                                      | Vern (voz), luego él mismo (voz)    | 2 episodios |
| 2009      | The Super Hero Squad Show                       | War Machine (voz)                   | 1 episodio |
| 2010      | Tim and Eric Awesome Show, Great Job!           | Fantasma de LeVar Burton            | 1 episodio |
| 2010      | The Jensen Project                              | Kendrick James                      | Película de televisión |
| 2010      | Transformers: Prime                             | Jazz (voz)                          | Posproducción |
| 2011      | Perception                                      | Paul Haley                          | Posproducción |
| 2011      | Community                                       | Él mismo                            | 2 episodios |
| 2011      | The Big Bang Theory                             | Él mismo                            | 2 episodios |
| 2019      | Weird City                                      | Dr. Negari                          | Episodio «The One» |
| 2023      | Star Trek: Picard                               | Commodore Geordi La Forge           | Episodio 3x06: «La Recompensa» Episodio 3x07: «Dominio» Episodio 3x08: «Rendición» Episodio 3x09: «Vox» Episodio 3x10: «La Última Generación» |

## Director
| Año       | Trabajo                        | Notas                                       |
| --------- | ------------------------------ | ------------------------------------------- |
| 1987–1994 | Star Trek: The Next Generation | 2 episodios                                 |
| 1993–1999 | Star Trek: Deep Space Nine     | 9 episodios                                 |
| 1995–2001 | Star Trek: Voyager             | 8 episodios                                 |
| 1998      | The Tiger Woods Story          | Título alternativo: Son, Hero, and Champion |
| 1998–2006 | Charmed                        | 3 episodios                                 |
| 1999      | Smart House                    |                                             |
| 2000–2004 | Soul Food                      | 2 episodios                                 |
| 2001–2005 | Star Trek: Enterprise          | 9 episodios                                 |
| 2003      | Blizzard                       |                                             |
| 2003      | JAG                            | 1 episodio                                  |
| 2005      | Miracle's Boys                 | 1 episodio                                  |
| 2006      | Las Vegas                      | 1 episodio                                  |
| 2008      | Reach For Me                   |                                             |
| 2021      | NCIS New Orleans               | 2 episodios                                 |

## Libros
- Aftermath, 1997, ISBN 0-446-67960-7